# Johnny Jameson
John Charles Jameson, plus connu sous le nom de Johnny Jameson (né le 11 mars 1958 à Belfast en Irlande du Nord) est un footballeur nord-irlandais, qui évoluait au poste de milieu de terrain.
Il est resté célèbre, comme plusieurs autres joueurs en Irlande du Nord, pour n'avoir jamais voulu jouer les matchs disputés le dimanche, en raison de ses convictions religieuses.

## Biographie

### Carrière en club
Johnny Jameson joue en faveur des clubs nord-irlandais de Bangor, Linfield et Glentoran. Il joue également en faveur du club anglais d'Huddersfield Town.
Il dispute 11 matchs en Coupe d'Europe des clubs champions (un but), 4 matchs en Coupe de l'UEFA (un but), et 10 en Coupe des coupes (un but).

### Carrière en sélection
Avec l'équipe d'Irlande du Nord, il figure dans le groupe des sélectionnés lors de la Coupe du monde de 1982. Lors du mondial organisé en Espagne, il ne joue aucun match.

## Palmarès
| Linfield - Championnat d'Irlande du Nord (2) : - Champion : 1978-79 et 1979-80. - Coupe d'Irlande du Nord (1) : - Vainqueur : 1979-80. |  | Glentoran \| - Championnat d'Irlande du Nord (3) : - Champion : 1980-81, 1987-88 et 1991-92. - Vice-champion : 1981-82, 1982-83, 1983-84 et 1988-89. - Coupe d'Irlande du Nord (6) : - Vainqueur : 1982-83, 1984-85, 1985-86, 1986-87, 1987-88 et 1989-90. \| \| - Coupe de la Ligue d'Irlande du Nord (2) : - Vainqueur : 1988-89 et 1990-91. - Supercoupe d'Irlande du Nord (1) : - Vainqueur : 1992. \| |
| - Championnat d'Irlande du Nord (3) : - Champion : 1980-81, 1987-88 et 1991-92. - Vice-champion : 1981-82, 1982-83, 1983-84 et 1988-89. - Coupe d'Irlande du Nord (6) : - Vainqueur : 1982-83, 1984-85, 1985-86, 1986-87, 1987-88 et 1989-90. |  | - Coupe de la Ligue d'Irlande du Nord (2) : - Vainqueur : 1988-89 et 1990-91. - Supercoupe d'Irlande du Nord (1) : - Vainqueur : 1992. |